# Eduarda Brasil
Eduarda Brasil, nome artístico de Maria Eduarda Brasil Alencar (Cajazeiras, 14 de maio de 2002), é uma cantora e compositora vencedora do programa The Voice Kids (3.ª temporada), da TV Globo, em 8 de abril de 2018, com 40,51% do voto popular.

## Biografia e carreira
Nascida em Cajazeiras, foi criada desde muito pequena em São José de Piranhas, precisamente no Sítio Barra. Aos 5 anos começou a cantar, motivada pelo pai e pela tia, que tocam no forró no município. Com 12 anos decidiu se apresentar com a família, mesmo período em que participou e conquistou um festival. Eduarda gosta de escutar MPB e forró, notadamente Mastruz com Leite, Limão com Mel, Jorge Vercilo, Djavan e Roberto Carlos.
No programa The Voice Kids, optou pela música Forró do Xenhenhem, da dupla Antônio Barros e Cecéu, que ficou mais conhecida na voz da cantora Elba Ramalho, para se apresentar nas audições às cegas. Os técnicos viraram suas cadeiras para ela, que escolheu o time de Simone & Simaria. Na fase das Batalhas, concorreu com Rayane Lima e Victória Andrade. Todas cantaram a música 126 Cabides, de Simone & Simaria. A dupla selecionou Eduarda para permanecer na competição, enquanto as demais foram eliminadas. Posteriormente concorreu a uma vaga com Augusto Michel, Felipe Gaspar e Jennifer Campos e priorizou suas raízes nordestinas. Ela cantou Baião, de Gonzagão.
Cantou Feira de Mangaio, de Sivuca, que popularizou-se na voz de Clara Nunes, disputando vaga na final do programa e em seguida foi escolhida pelas técnicas Simone & Simaria para defender o time na última etapa do programa. Retornou ao palco e se apresentou com os colegas Livia Bernarde e Luis Henrique Schultz, com a música Ciúme, de Ultraje a Rigor.
Em 1º de junho de 2018, lançou o seu primeiro álbum, denominado Eduarda Brasil, pela gravadora Universal Music International Ltda, com quatro músicas. A música principal do álbum, Amiga que Presta, contou com a participação da cantora Márcia Fellipe.
Em 2 de setembro de 2018, cantou no BR Day, evento brasileiro que acontece nas ruas de Nova Iorque, sendo sua primeira apresentação fora do Brasil.
Em 26 de outubro de 2018, lançou o hit Matemática do Amor, no canal do YouTube, que obteve mais de sete mil visualizações em um dia.
Em 2019, em parceria com a participante do The Voice Kids (4.ª temporada), Helô Wanderley, de Patos, gravou a música Copo de Geleia, composta por Pedro Carpelli, Gabriel do Cavaco e Shylton Fernandes.

## Medalha Cidade de João Pessoa
Em 20 de abril de 2018, foi agraciada com a Medalha Cidade de João Pessoa, título de autoria da vereadora Raíssa Lacerda (PSD) entregue em solenidade na Câmara Municipal da capital da Paraíba.

## Discografia
- 2018 - Eduarda Brasil - EP
- 2018 - Amiga Que Presta com Márcia Fellipe
- 2018 - Matemática do Amor
- 2019 - Som do Solinho
- 2019 - Minha Verdade
- 2019 - Volta pro Meu Coraçãozinho
- 2020 - Meu Ex Que Lute com Eric Land
- 2021 - Danado de Bom - EP
- 2021 - Apaixonando os Corações - EP
- 2021 - Sem Filtro - EP
- 2022 - Ao Vivo em João Pessoa-PB
- 2023 -  Dona da Bagaceira (Ao Vivo) com Marcynho Sensação
- 2023 - Duvido (Ao Vivo) com Lucas Aboiador
- 2023 - Enrolacionamento (Ao Vivo) com Thiago Freitas
- 2023 - Descompromisso (Ao Vivo) com Raphaela Santos
- 2023 - Último Pedido (Ao Vivo) com Junior Vianna
- 2023 - Forró No Sítio